# Riserva naturale orientata Laghetti di Marinello
La riserva naturale orientata Laghetti di Marinello è un'area naturale protetta situata nel comune di Patti, nella città metropolitana di Messina. La riserva occupa oltre 400 ettari ed è stata istituita nel 1998.

## Territorio
Situata sotto il promontorio del Santuario di Tindari, l'area lagunare di Marinello è sottoposta a molte variazioni morfologiche del territorio che, modificando la costa, creano laghetti del litorale salmastri.
Il trasporto sulla costa di sabbia e ghiaia è dovuto all'approfondimento del fondale marino, dovuto all'azione, in questo caso, del Mar Tirreno.
L'origine dei Laghetti di Marinello è fatta risalire al 1877, dopo l'"elezione" dell'Istituto idrografico della Marina, il quale sosteneva l'inesistenza della formazione sabbiosa che già era presente. Sulle pareti prospicienti sono presenti diverse grotte.

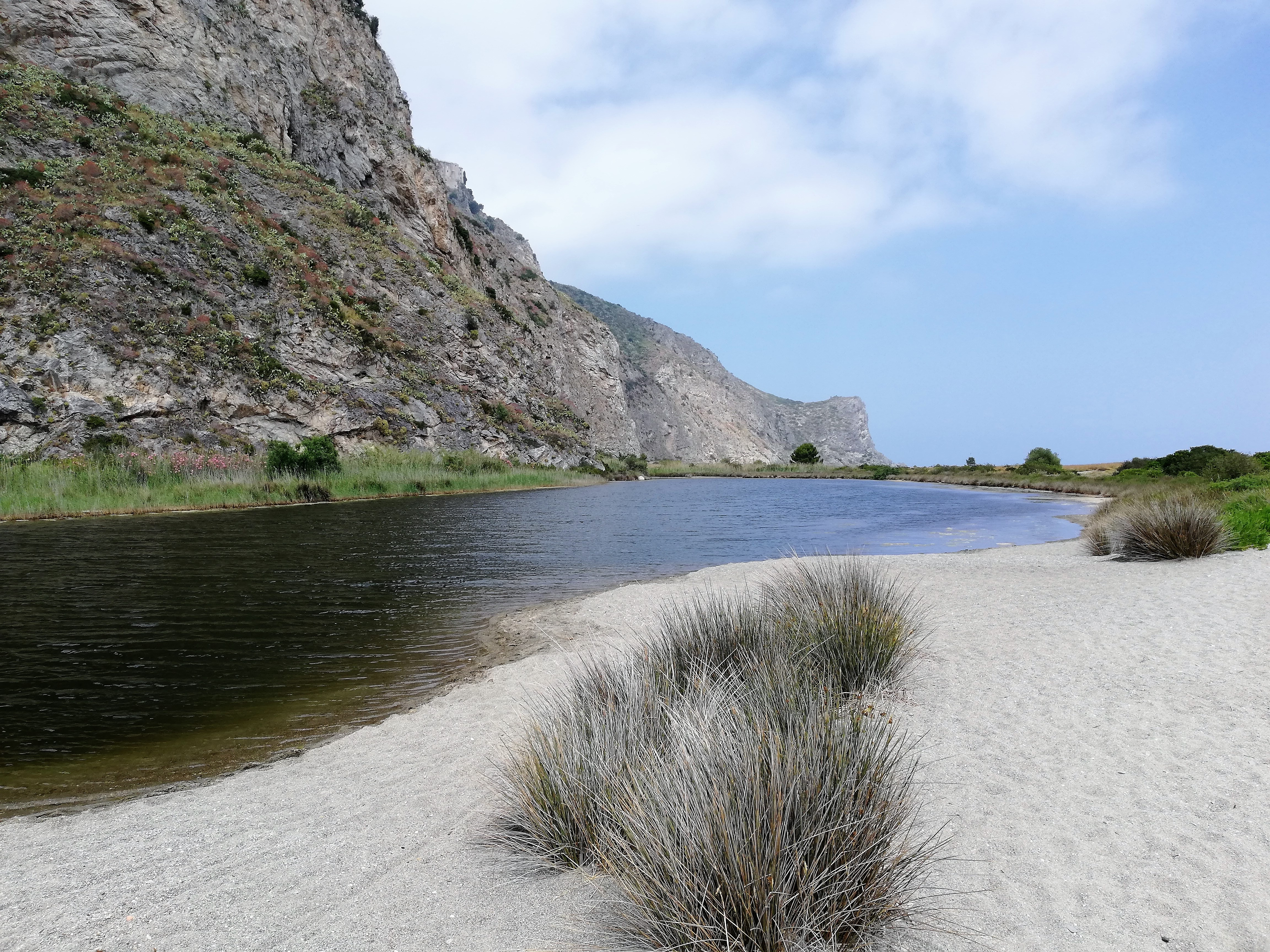
Lago Marinello
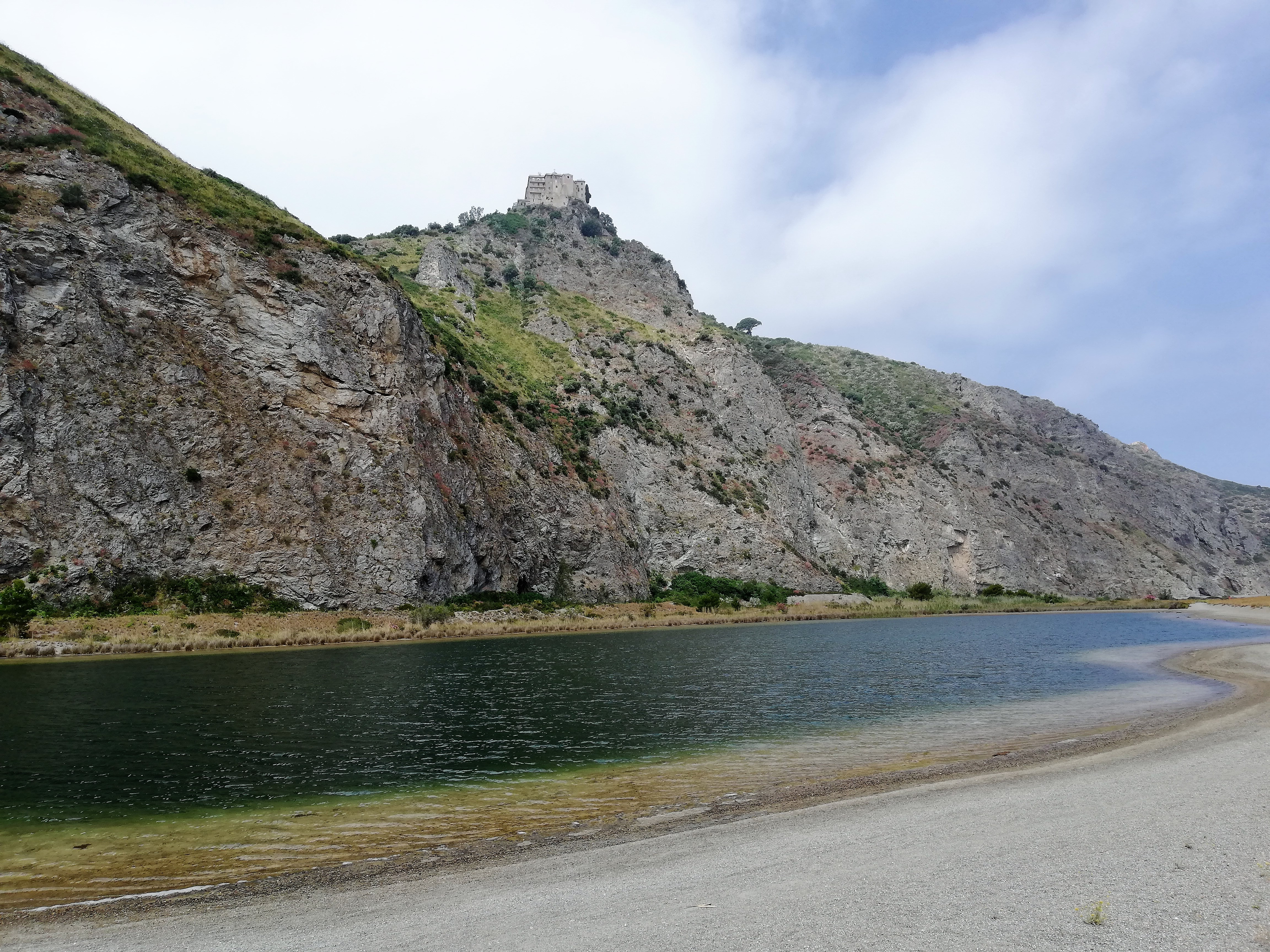
Lago Mergolo della Tonnara
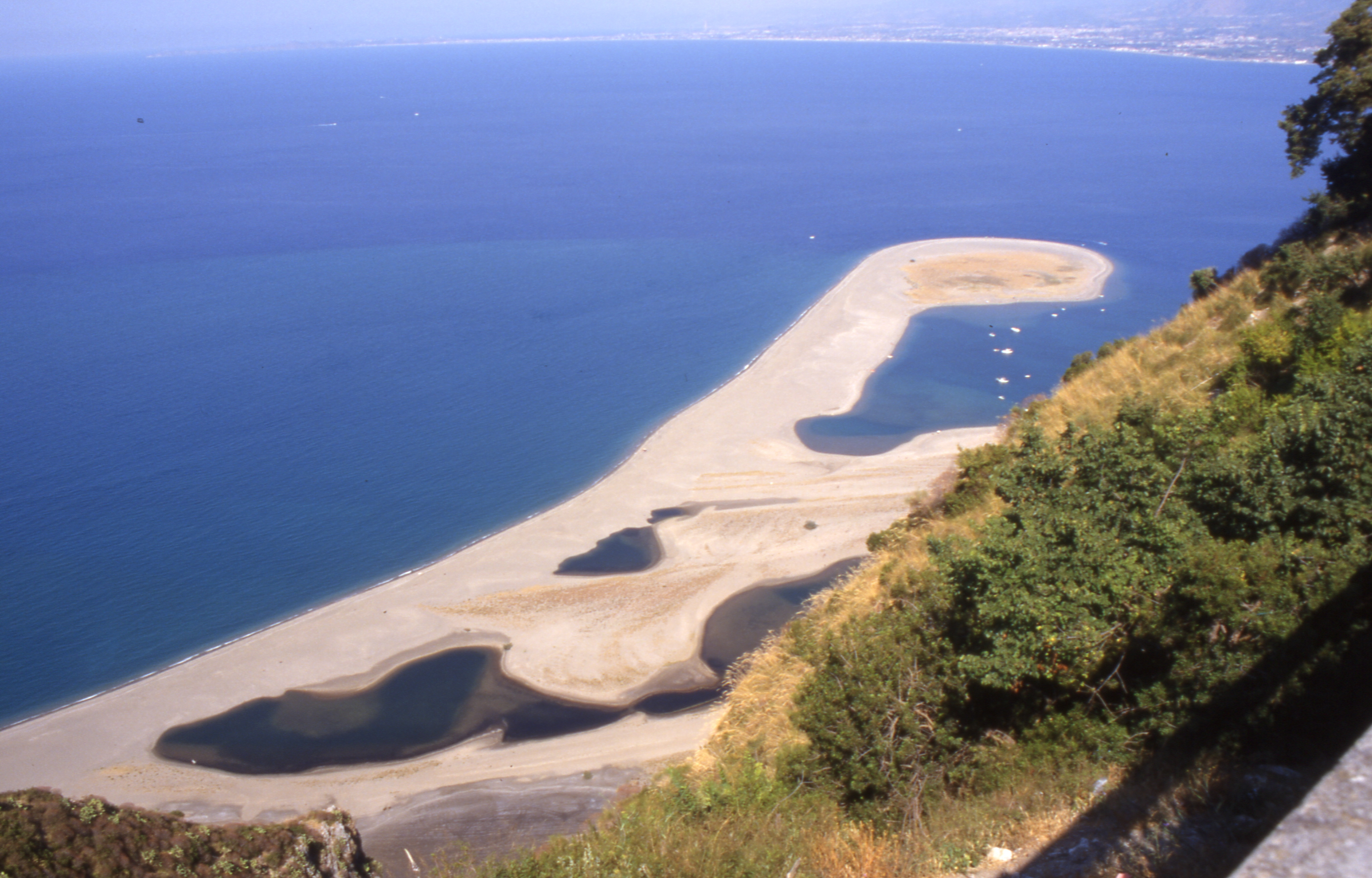
Lago Nuovo (centro)
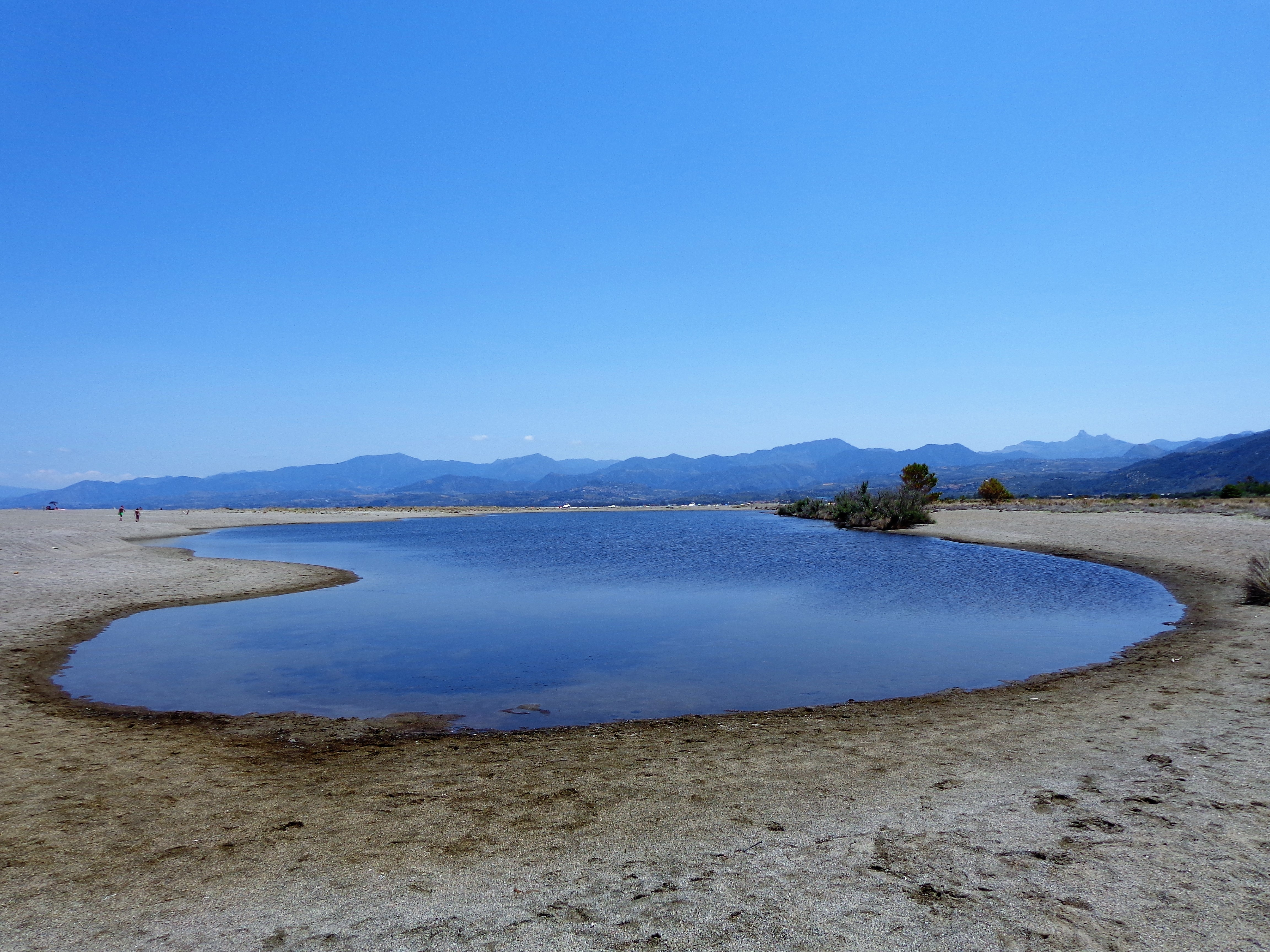
Lago Porto Vecchio
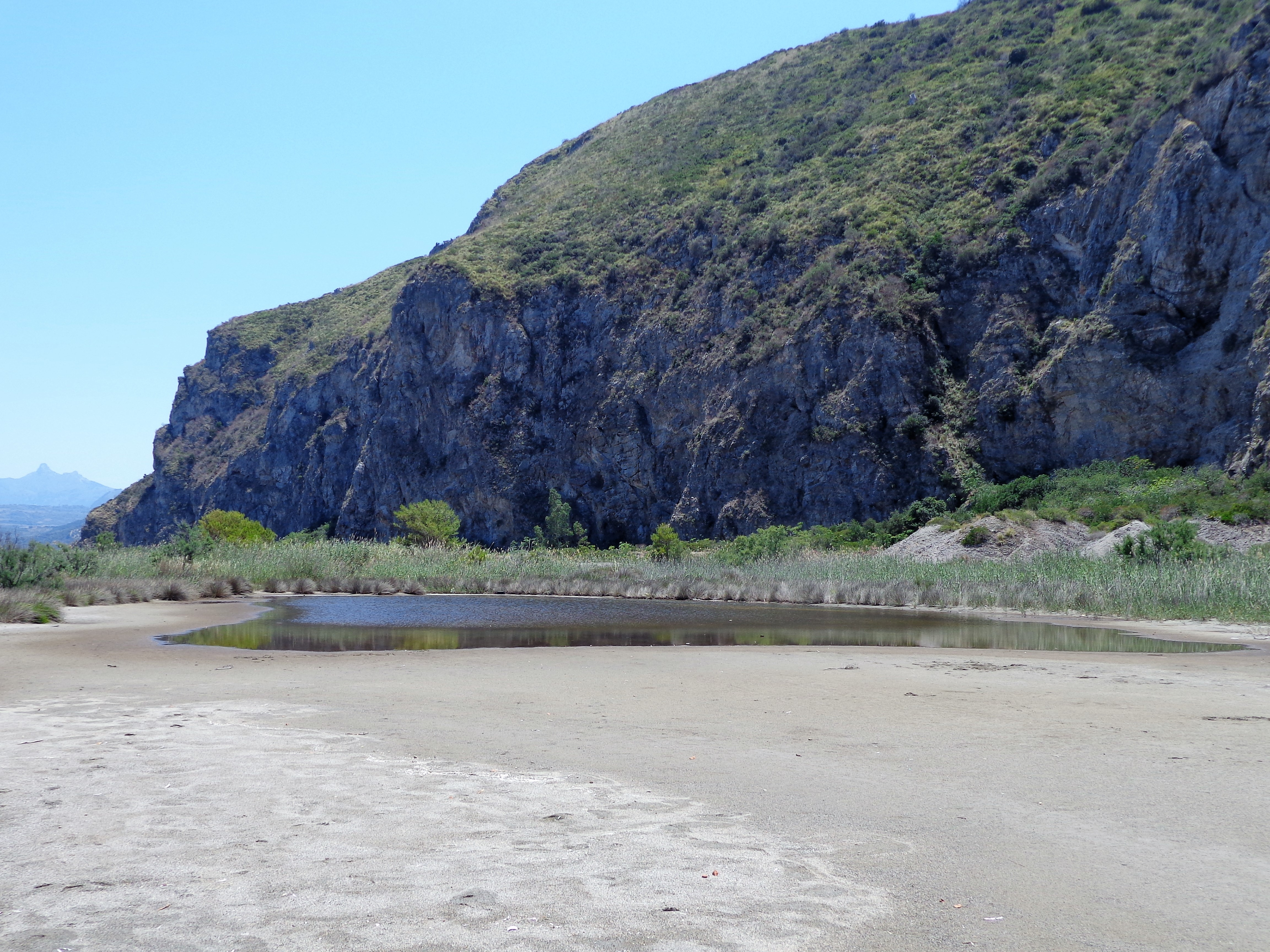
Lago Fondo Porto
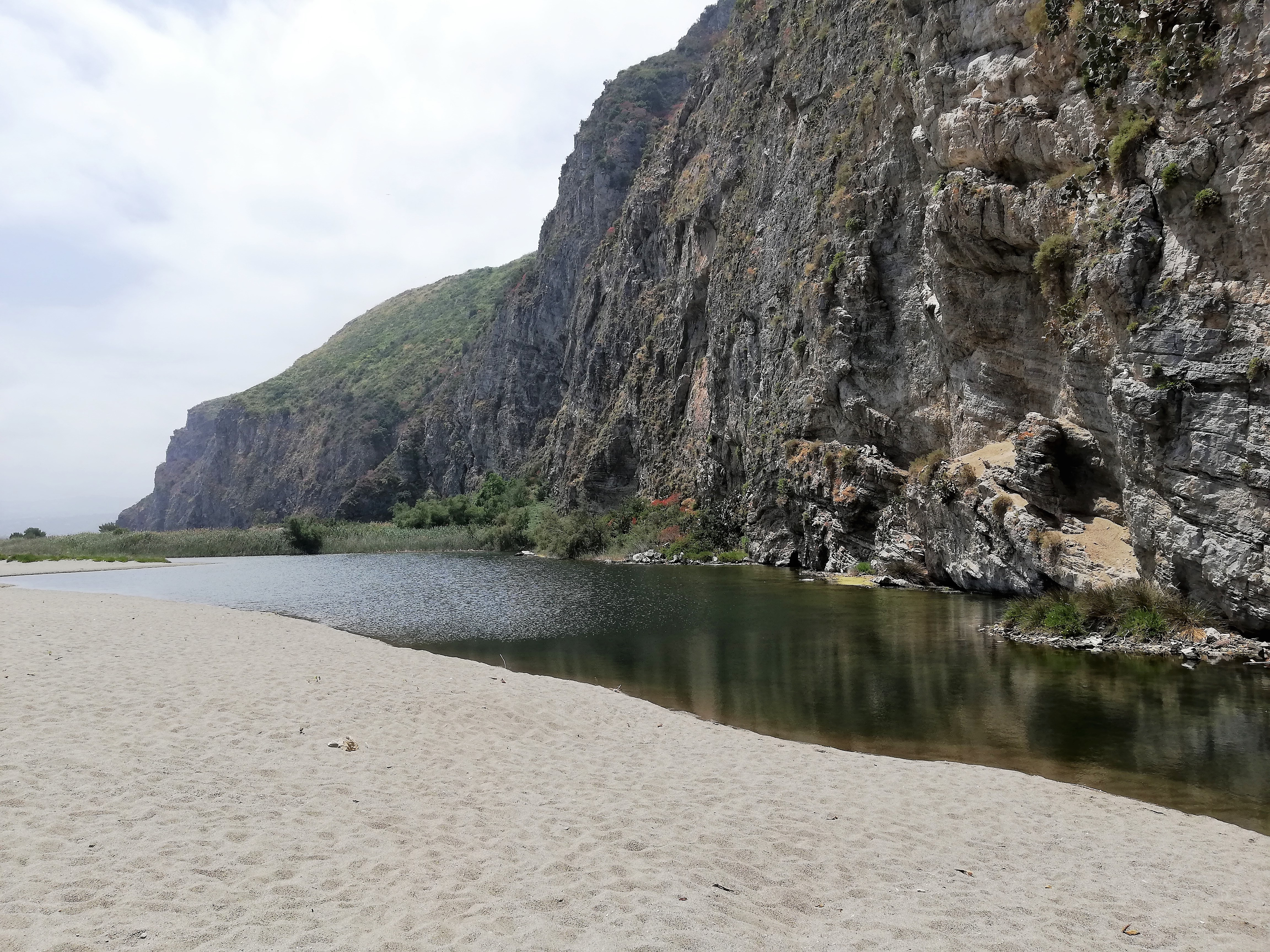
Lago Verde

## Flora
- Hyparrhenia hirta, barboncino mediterraneo;
- Helichrysum italicum, elicriso;
- Ruppia maritima, fieno di mare;
- Echinops spinosissimus, cardo-pallottola vischioso;
- Dianthus rupicola, garofano delle rupi;
- Brassica incana, cavolo biancastro;
- Lonicera implexa, caprifoglio mediterraneo,

## Fauna
Tra le specie dell'ittiofauna segnalate nella riserva merita una menzione il ghiozzetto macrocefalo (Millerigobius macrocephalus) un piccolo ghiozzo che vive a modeste profondità sui fondali fangosi del laghetto "Verde", in passato erroneamente identificato come Buenia affinis. Altre specie ittiche presenti sono l'anguilla, il latterino capoccione, il cefalo bosega, il ghiozzo nero, il ghiozzetto minuto, la bavosa pavone e il pesce ago, a cui si aggiungono, negli ambienti a salinità marina, il grongo, la spigola e la mormora.

## Accessi
La Riserva Naturale è raggiungibile preferibilmente in treno per la comoda vicinanza della stazione ferroviaria di Oliveri-Tindari, posta a soli 700 metri, lungo la ferrovia Messina-Palermo.
Per chi proviene in auto, invece, è consigliabile uscire al casello autostradale di  Falcone ,  lungo l'Autostrada Messina-Palermo e seguire le indicazioni per Oliveri. Una volta superato il centro del paese immettersi sulla .